# علامة فون غريف
علامة فون غريف هي تلكؤ الجفن العلوي عند الدوران السفلي للعين، مشيراً إلى دُراق جحوظي (داء غريفز). وهي علامة ديناميكية، في حين أن تلكؤ الجفن هو علامة ساكنة قد تكون موجودة أيضاً في انكماش الجفن الندبي أو إطراق الجفون الخلقي.
تُظهر علامة غريف الكاذبة (تلكؤ الجفن الكاذب) تلكؤاً مشابهاً، ولكنه يحدث بسبب التجدد الشاذ لألياف العصب المحرك للعين (العصب الثالث) في رافعة الجفن العلوي. وهي تحدث في داء التشنج العضلي التوتري الخلقي. تظهر علامة غريف الكاذبة بشكل أكثر شيوعاً في عين واحدة فقط ولكن يمكن أحياناً ملاحظتها في كليهما. لم يتضح بعد سبب إصابة عين واحدة.